# ソウル大公園
ソウル大公園（ソウルだいこうえん）は、大韓民国京畿道果川市にある公園である。管理はソウル特別市が行っている。

## 概要
元々は1909年、日本が昌慶宮を取り壊して造った動物園と植物園である。1984年に昌慶宮の復元を行うため、動物園と植物園が始興郡果川面（現在の果川市）に移転することになった。韓国国民のための総合レジャー施設となるソウル大公園は1984年開園した（ただし植物園は1985年に開園した）。1998年の映画『美術館の隣の動物園』の舞台にもなっている。2010年3月9日には世界初となるOLEV方式の電気バス（ゾウ列車）が試験運行を開始した。

## 交通
地下鉄
●韓国鉄道公社果川線 (首都圏電鉄4号線)大公園駅 徒歩5分

## 園内施設
- ソウルランド
- 国立現代美術館
- 動物園
- 植物園